# Marli Ehrman
Marli Ehrman (geboren als Marie Helene Heimann 17. Dezember 1904 in Berlin; gestorben 25. Oktober 1982 in Santa Barbara, Kalifornien) war eine deutsch-amerikanische Textilkünstlerin und Designerin.    

## Leben
Marie Helene Heimann war eine Tochter des Ingenieurs Hans Heimann und der Dora Fliess, ihre Eltern wurden in das Ghetto Theresienstadt deportiert und kamen dort um. Ihr Bruder Fritz Heimann wurde im KZ Auschwitz ermordet, ihrer Schwester, der Kunsthistorikerin Adelheid Heimann, gelang die Flucht.
Heimann besuchte von 1912 bis 1921 die Westend-Schule und war 1921 Internatsschülerin im Schweizer Territet. 1923 besuchte sie die Kunstgewerbeschule in Berlin. Ab Ende 1923 studierte sie am Bauhaus Weimar und besuchte den Vorkurs bei László Moholy-Nagy und Josef Albers. Danach wurde sie für die Webereiwerkstatt vorgesehen. Sie studierte dort bei Gunta Stölzl
und  belegte auch Kurse bei Paul Klee und Georg Muche. 1927 bestand sie die Gesellenprüfung in Glauchau und erhielt das Bauhaus-Zeugnis. 1926/27 arbeitete sie selbständig in der Versuchsanstalt der Webereiwerkstatt. Sie studierte danach an der Universität Jena und legte 1931 ihre Volksschullehrerprüfung in Hamburg ab. 1932/33 war sie Lehrerin am Erziehungsheim Selent in Holstein. Nach der Machtübergabe an die Nationalsozialisten konnte sie nur noch an jüdischen Schulen arbeiten. Von 1934 bis 1937 war sie Lehrerin an der Berliner Theodor-Herzl-Schule, wo sie ihren Mann Elizeer L. Ehrmann kennenlernte, der auch Autor für „Jüdische Lesehefte“ war.
Ehrman emigrierte 1938 in die USA. Dort fand sie bis 1947 Beschäftigung an der von Moholy-Nagy gegründeten Chicago School of Design. Nebenher gab sie Abendkurse am Hull House. 1941 gewann sie den vom MoMA ausgeschriebenen Wettbewerb für „Organisches Design“. Sie hatte Aufträge aus der Möbelindustrie und arbeitete mit Ludwig Mies van der Rohe für den Bauprojektentwickler Herbert Greenwald. Neben Einrichtungen für Wohnhäuser und Geschäftsräume entwarf sie auch die Innengestaltung der Stadtbücherei in Oak Park. In Oak Park gründete sie 1956 den  Elm Shop, „in dem zahlreiche avantgardistische Entwürfe entstanden und den sie bis zu ihrer Pensionierung leitete.“